# Gaspar Rodríguez
Gaspar Rodríguez (n. e/ 1547 y 1552 – f. después de 1623) fue un encomendero y funcionario español que siendo alcalde ordinario de la ciudad de Cartago ocupó brevemente el cargo de gobernador interino de Costa Rica en el año 1599.

## Biografía
Gaspar Rodríguez había nacido entre los años 1547 y 1552 (en un documento de 1623 dijo tener 75 años). Llegó a Costa Rica muy joven, con el gobernador Pero Afán de Ribera. Casó en primeras nupcias con Inés Rodríguez (m. 1606) y en segundas con María Ramírez.
Fue alcalde ordinario de la ciudad de Cartago en 1590 y 1596, y alcalde de la Santa Hermandad en 1597.
En enero de 1599 fue elegido otra vez como alcalde ordinario de la ciudad de Cartago, y meses más tarde le correspondió asumir el mando político de la provincia de Costa Rica, por muerte del gobernador Fernando de la Cueva y Escobedo. 
El 1° de enero de 1600 fue reemplazado como alcalde ordinario y también en forma interina en el puesto de gobernador por Antonio de Carvajal. Volvió a ser alcalde de la Hermandad en 1603 y alcalde ordinario en 1604 y 1607.